# Црква Светог пророка Илије у Честелину
Црква Светог пророка Илије у Честелину, насељеном месту на територији града Врања, православни је храм који припада Епархији врањској Српске православне цркве.
Црква посвећена Светом пророку Илији подигнута је после Берлинског конгреса 1878. године. Много пута је рушена од стране Албанаца и више пута обнављана. Последњи пут рушена је 1998. године, а обновљена у периоду од 2010. до 2012. године.
Нема иконостас, нити престо. Богослужење се обавља само о Светом Илији.